# Sunds Omfartsvej
Sunds Omfartsvej  er en 2 sporet omfartsvej der går syd om Sunds. Vejen er en del af primærrute 34, og blev åbnet for trafik den  8. oktober 2012.
Omfartsvejen blev lavet for at få den tung trafik der skulle mod henholdsvis Skive og motorvejsnettet ved Herning til at køre uden om Sunds, så byen ikke blev belastet af for meget tung trafik.
Vejen forbinder Sundsvej i syd med Skivevej i nord, og har forbindelse til Hjejlevej og Skivevej.